# Charles Gavan Duffy
Charles Gavan Duffy, född 12 april 1816, död 9 februari 1903, var en irländsk-australisk politiker.
Duffys utmanande publicistiska verksamhet till förmån för Irlands självständighet förskaffade honom flera åtal, som en gång ledde till fängelsestraff. Från 1852 tillhörde han parlamentet men emigrerade redan 1856 till Australien. I staten Victoria gjorde han en snabb politisk karriär, innehade flera ministerposter och var premiärminister 1871-73.1880 återvände han till Europa. Duffy bedrev ett omfattande skriftställarskap, bland annat av skönlitterära och historiska arbeten samt memoarer, av vikt för kännedomen om det "ungirländska" partiets historia.